# Euchaetis albertiniana
Euchaetis albertiniana är en vinruteväxtart som beskrevs av I.J.M. Williams. Euchaetis albertiniana ingår i släktet Euchaetis och familjen vinruteväxter. Inga underarter finns listade i Catalogue of Life.